# Парламентская ассамблея Боснии и Герцеговины
Парламентская ассамблея (босн. и хорв. Parlamentarna skupština Bosne i Hercegovine, серб. Парламентарна скупштина Босне и Херцеговине) — двухпалатный представительный и законодательный орган (парламент) Боснии и Герцеговины.

## Состав
- Нижняя, Палата представителей (босн. Predstavnički dom, хорв. Zastupnički dom, серб. Представнички дом) включает 42 депутата, выбираемых на четыре года по пропорциональной системе. Все три общины страны — сербы, хорваты и босняки — представлены в Палате представителей 14 депутатами. Последние выборы в Палату представителей состоялись 2 октября 2022 года. В новом составе Палаты представителей представлены следующие партии:
  - Партия демократического действия — 9 мест
  - Союз независимых социал-демократов — 6 мест
  - Социал-демократическая партия Боснии и Герцеговины — 5 мест
  - Хорватское демократическое содружество Боснии и Герцеговины — 4 места
  - Демократический фронт, Гражданский союз — 3 места
  - Народ и справедливость — 3 места
  - Сербская демократическая партия — 2 места
  - Партия демократического прогресса — 2 места
  - Наша партия — 2 места
  - Европейский народный союз Боснии и Герцеговины, Партия за новые поколения — 2 места
  - За справедливость и порядок — 1 место
  - Объединённая Сербская — 1 место
  - Демократический союз — 1 место
  - Боснийско-герцеговинская инициатива — 1 место
- Верхняя, Палата народов (босн. и хорв. Dom naroda, серб. Дом народа) включает 15 депутатов, утверждённых парламентами автономных республик.

## Спикеры (1990—1997)
1. Момчило Краишник 1990 — 29 октября 1992
2. Абдула Коньичия 29 октября 1992 — 25 декабря 1992
3. Миро Лазович 25 декабря 1992 — 3 января 1997